# Dimos Karpenisi
Dimos Karpenisi (Karpenisi) är en kommun i Grekland.   Den ligger i prefekturen Nomós Evrytanías och regionen Grekiska fastlandet, i den centrala delen av landet, 200 km nordväst om huvudstaden Aten. Antalet invånare är 12 328.